# Ligne Midland
Le ligne Midland est un chemin de fer de 212 km situé entre Rolleston et Greymouth. Il permet de relier la côte Est et la côte Ouest de l'île du Sud de la Nouvelle-Zélande.
La ligne est caractérisée par cinq ponts majeurs, cinq viaducs et 17 tunnels, le plus long étant le tunnel d’Otira.

## Histoire
Le développement du chemin de fer dans l’île du Sud, dans les années 1870, fut concentré sur la ligne principale reliant les centres bien établis de Christchurch, Timaru, Dunedin et Invercargill et la construction d’embranchement plus légers et plus faciles à installer pour desservir les plaines de terres arables. Ceci a compris, ultérieurement, une branche vers la ville de Springfield, qui fut atteinte en janvier 1880.
En 1882, la ligue pour le chemin de fer de la côte est et ouest (East and West Coast Railway League)  fut constituée et aboutit en 1884, à la constitution d'une  ‘Commission Royale’, qui bien que parfaitement au courant des difficultés de la construction de la route dans la vallée du fleuve Waimakariri en direction du col d’’Arthurs Pass (en), comparativement au trajet plus facile mais plus long de la vallée du fleuve Hurunui  vers le col d’Harpers Pass, choisit le trajet le plus direct.
La construction de la ligne fut rejetée en 1883 par la Commission Royale, qui argumenta que, malgré les ressources importantes en bois et en charbon de la West Coast de l’île du Sud, la ligne ne serait pas rentable économiquement, en face des ressources limitées du premier mandat de Sir Julius Vogel, et ceci, bien que le Parlement ait approuvé le East and West Coast and Nelson Railway Act (en), rendant possible la construction de la ligne par des intérêts privés.
L’obstacle majeur pour les ingénieurs et les hommes politiques était la présence des Alpes du Sud.
En 1886, la New Zealand Midland Railway Company (en) fut constituée par les intérêts commerciaux des villes de Nelson et de Canterbury pour la construction de la ligne allant de la ville de Westport vers la ville de Nelson, et le capital fut levé à Londres par la firme pour arriver à ses fins.
La compagnie entra en contact avec le Gouvernement la même année 1886.
Pour diverses raisons, la compagnie réussit à terminer seulement les 120 premiers km de la ligne et le Gouvernement exerça ses droits pour prendre possession de la ligne en 1895, bien qu’une bataille pour les droits légaux signifia que le contrôle total ne fut acquis qu’en 1900, avec la terminaison de la ligne aussi loin que la ville d’Otira sur le côté ouest et la rivière Broken à l’est du côté de la région de Canterbury.
L’obstacle majeur sur le trajet siégeait immédiatement en amont : le forçage des gorges découvertes par C. Napier Bell en 1883, au niveau des gorges de Waimakariri (en) et des gorges de Broken River, sur 8,5 miles (soit 13 km), situées à la fin du trajet, et décrites lors de la Commission Royale par l’ingénieur du district W.N. Blair comme "zone très accidentée, les pentes de la montagne grimpent du lit de la rivière alors que le courant circule dans une gorge très étroite tout le long du chemin".
La section devait comprendre 16 tunnels et 4 viaducs majeurs sans compter celui de la vallée de Kowai (en) construit précédemment.
Les viaducs furent construits sous contrats avec le Trésor public par des sociétés néo-zélandaises et britanniques.
Le plus spectaculaire d’entre eux, le viaduc de Staircase supporte les rails à 75 mètres au-dessus du lit du torrent.
Ce fut un travail lent et laborieux avec des hommes, des chevaux, des pics, des pelles et très peu de machines.
Ce ne fut qu’en 1906 que les trains purent circuler avec un terminus temporaire à Broken River, juste à temps pour l’exposition de Christchurch, et permettre, finalement, un voyage par rail et diligences de la ville de Greymouth à celle de Christchurch en une seule journée. Les progrès restèrent lents au-delà, bien que le pays traversé soit d’accès plus facile.
La ville de Cass ne fut atteinte qu’en 1910 et la ville d’Arthur's Pass  en 1914.
Pendant ce temps, la section du Westland avait avancé vers la ville d’Otira – pour rencontrer l’autre obstacle majeur du trajet.
La construction du tunnel d’Otira commença en 1907, mais progressa également très lentement, et le terminus provisoire de la ligne vers l’est atteignit Arthur's Pass en 1914.
Les diligences de Cobb & Co furent utilisées pour le transport des passagers entre les deux têtes de pont alors que le tunnel était en construction.
Le tunnel fut finalement terminé en 1923.

## Moyens de traction
La ligne était unique en Nouvelle-Zélande pour l’utilisation captive de différents types de locomotives.
Ces locomotives comprenaient les locomotives classe KB (en) entre la ville d’Arthur's Pass et celle de Springfield, l’une des plus puissantes locomotives à vapeur de Nouvelle-Zélande (après la  Garrat de vie brève qui était de type classe G (en)).
Cette classe de locomotives fut rendue fameuse par le documentaire nommé "KB country", un terme qui entra dans le jargon particulier des fans du rail en Nouvelle-Zélande (en).
La Garratt classe G, fut alors construite comme un type de locomotive dit type Pacific, qui furent aussi utilisées sur ce trajet.
Pour abriter les locomotives plus grandes et plus nombreuses, l’entrepôt d’Elmer Lane shed ouvrit au niveau de la ville de Greymouth en 1928.
Ce fut la plus large rotonde du pays, avec sa plaque tournante de 70 ft, remplaçant un bâtiment plus ancien de 50 ft.
Le tunnel d’Otira fut électrifié de 1923 à 1997, et deux classes de locomotives électriques furent utilisées : la locomotive classe English Electric EO (en) et la locomotive classe NZ EA (en).
Certaines unités de la EW class (en) et ED class (en) furent aussi utilisées comme locomotives électriques de traction.
La traction diesel fut introduite sur la ligne en 1968 avec l’arrivée de la DJ class (en), qui fut en service jusqu’au transfert de la locomotive classe NZ DC (en) au début des années 1980 provenant de l’Île du Nord, comme moyen de traction dominant sur la ligne.
L’augmentation du volumes du trafic du charbon conduisit à l’introduction de la locomotive  classe DX (en), une machine spécialement modifiée pour son utilisation dans le tunnel d’Otira.

## Transport de voyageurs
The Great Journeys of New Zealand, la division touristique de KiwiRail, opère un train de voyageurs sur cette ligne avec son circuit nommé « TranzAlpine ». Il y a un seul passage par jour et la durée totale est d'une demi-journée. Ses arrêts sont les suivants :
- Christchurch
- Rolleston
- Darfield
- Springfield
- Arthur's Pass
- Otira
- Moana
- Greymouth

## Services du fret

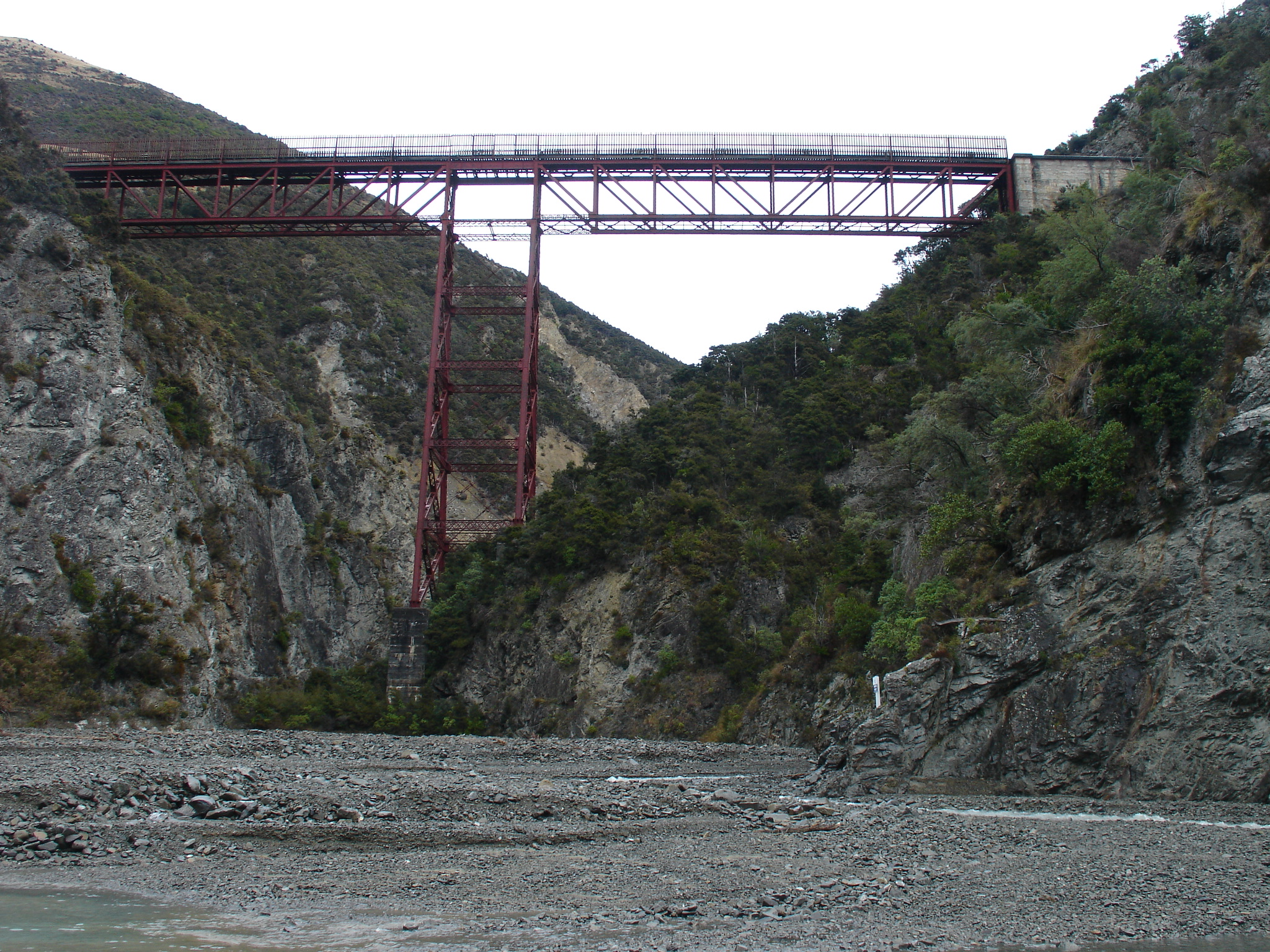
Viaduc de ‘Stair Case’

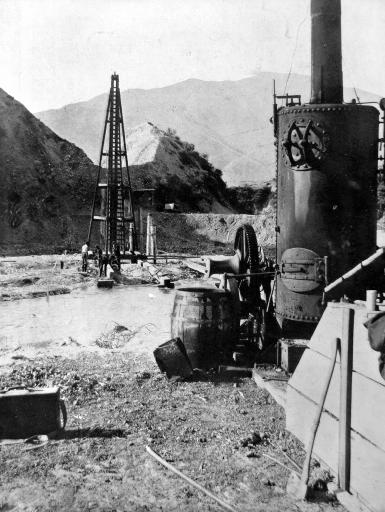
Piles plongeantes du pont de la Cass construit en 1911

Le fret sur la ligne dépend largement du trafic du charbon, alors que les autres transports de fret sont restreints en général à la production de l’usine de la Westland Milk Products (en) située au niveau de la ville d’Hokitika.
En 2003, la société Tranz Rail (en) a transporté un total de 2,1 millions de tonnes de charbon sur cette ligne.
Habituellement, le service concernant le charbon est tracté par deux locomotives lourdes type DX (en), et consiste en 30 wagons de charbon type trémie, avec une capacité totale 1 800 tonnes.
Le 27 novembre 2007, il fut annoncé que le charbon de coke provenant de la mine de Pike River pour l’exportation serait désormais transporté vers le port de Lyttelton.
Le charbon de la mine de Pike River Coal avait été réservé, sous contrat avec la société Toll Rail (en) pour une capacité de 1,3 million de tonnes pour le transport du charbon sur cette ligne, qui, depuis a été mise à niveau pour une capacité totale de 4 millions de tonnes.
Toutefois l’exploitation du charbon provenant de l’installation de Pike River’ au niveau de la ville de Rapahoe (en) a stoppé depuis l’explosion désastreuse, qui a tué 29 mineurs au cours de l’Accident de la mine de Pike River (en) en novembre 2010.
La compagnie a été liquidée et vendue à Solid Energy, la "mine de Pike River" fut fermée et les terrains incorporés dans le parc national de Paparoa.
Une autre source principale de trafic du transport de charbon est l’installation de Solid Energy au niveau de Ngakawau, au nord de la localité de Westport.
Les trains allant et revenant de Ngakawau utilisent la ligne Midland jusqu’à la jonction avec la ligne Stillwater - Westport Line (en).

## Autres lectures
- Stephen Wright et Matthew Wright, Journey to the Pass: Memories of the Midland Line, Templeton, Christchurch, Hilton Press, 2009 (ISBN 978-0-473-14641-2)
- Geoffrey B Churchman, On the Trans-Alpine Trail: A Travel Guide to State Highway 73 and the Midland Railway, Johnsonville, Wellington, IPL Books, 1991 (ISBN 0-908876-73-4)
- Roy Sinclair, The TranzAlpine Express: New Zealand, Wellington, Grantham House, 1995 (ISBN 1-86934-046-9)
- Yuilleen White, Life along the Steel Road: A Story of the Midland Railway, Renwick, Marlborough, Yuilleen White, 1998 (ISBN 0-473-05465-5)